# Anansi Boys
Ten artykuł dotyczy przyszłego wydarzenia. Informacje w nim zawarte mogą się zmienić wraz z pojawieniem się nowych faktów, a początkowe doniesienia mogą być niepewne. Ostatnie aktualizacje tego artykułu mogą nie odzwierciedlać najbardziej aktualnych informacji.
Anansi Boys – produkowany amerykański serial na podstawie książki Chłopaki Anansiego Neila Gaimana, który jest też jednym ze scenarzystów i producentów wykonawczych.

## Fabuła
Charles Nancy, znany jako Gruby Charlie, prowadzi spokojne życie jako pracownik agencji Grahame'a Coatsa i narzeczony Rosie Noah. Pewnego dnia dowiaduje się, że jego ojciec nie żyje oraz że ma brata. Mężczyźni ci - pan Nancy i Spider - wprowadzają w życie Charliego niebywałe zamieszanie.

## Obsada[2]
- Malachi Kirby w podwójnej roli Grubego Charliego i jego brata, Spidera,
- Delroy Lindo jako pan Nancy, ojciec Grubego Charliego i Spidera,
- Amarah-Jae St. Aubyn jako Rosie Noah, narzeczona Grubego Charliego,
- Grace Saif jako Daisy Day, policjantka, znajoma Grubego Charliego,
- CCH Pounder jako pani Higgler, przyjaciółka rodziny Grubego Charliego,
- Fiona Shaw jako Maeve Livingstone, wdowa po kliencie agencji Grahame'a Coatsa,
- Jason Watkins jako Grahame Coats, pracodawca Grubego Charliego,
- L. Scott Caldwell jako pani Dunwiddy, znajoma pani Higgler,
- Joy Richardson jako pani Bustamonte, znajoma pani Higgler,
- Lachele Carl jako pani Noles, znajoma pani Higgler,
- Whoopi Goldberg jako Kobieta Ptak,
- Hakeem Kae-Kazim jako Tygrys,
- Emmanuel Ighodaro jako Lew,
- Cecilia Noble jako Słoń,
- Ayanna Witter-Johnson jako Wąż,
- Don Gilet jako Małpa,
- Yvonne Mai jako Kayla.